# Episodi di The Magicians (quinta stagione)
La quinta e ultima stagione della serie televisiva The Magicians, composta da 13 episodi, è stata trasmessa negli Stati Uniti dalla rete via cavo Syfy dal 15 gennaio 2020 al 1º aprile 2020.
In Italia, i primi tre episodi della stagione sono stati resi disponibili il 8 luglio 2020 dal servizio on demand TIMvision.
| nº | Titolo originale           | Titolo italiano                | Prima TV USA     | Prima TV Italia |
| -- | -------------------------- | ------------------------------ | ---------------- | --------------- |
| 1  | Do Something Crazy         | Fai qualcosa di folle          | 15 gennaio 2020  | 8 luglio 2020   |
| 2  | The Wrath of the Time Bees | L'ira delle api del tempo      | 22 gennaio 2020  | 8 luglio 2020   |
| 3  | The Mountain of Ghosts     | La montagna dei fantasmi       | 29 gennaio 2020  | 8 luglio 2020   |
| 4  | Magicians Anonymous        | I maghi anonimi                | 5 febbraio 2020  | 15 luglio 2020  |
| 5  | Apocalypse? Now?!          | Apocalypse? Now?!              | 12 febbraio 2020 | 15 luglio 2020  |
| 6  | Oops!...I Did It Again     | Ops!... L’ho fatto di nuovo    | 12 febbraio 2020 | 15 luglio 2020  |
| 7  | Acting Dean                | Decano ad interim              | 19 febbraio 2020 | 22 luglio 2020  |
| 8  | Garden Variety Homicide    | Omicidio ordinario             | 26 febbraio 2020 | 22 luglio 2020  |
| 9  | Cello Squirrel Daffodil    | Violoncello scoiattolo narciso | 4 marzo 2020     | 22 luglio 2020  |
| 10 | Purgatory                  | Purgatorio                     | 11 marzo 2020    | 29 luglio 2020  |
| 11 | By the Hyman               | Tu sei Hyman                   | 18 marzo 2020    | 29 luglio 2020  |
| 12 | The Balls                  | I Ball                         | 25 marzo 2020    | 29 luglio 2020  |
| 13 | Fillory and Further        | Fillory e oltre                | 1º aprile 2020   | 5 agosto 2020   |